# Luca Amberg

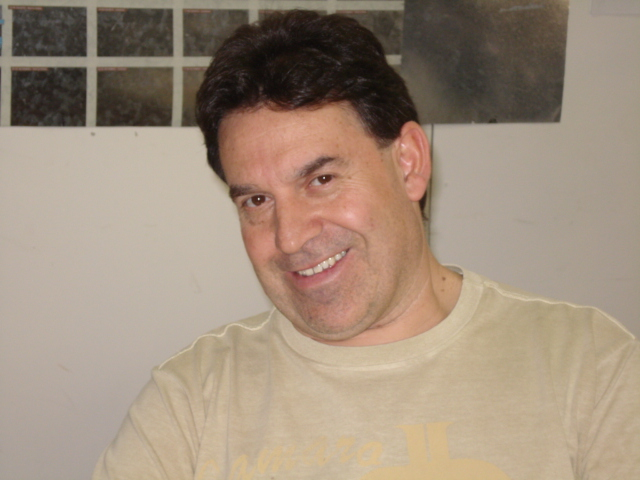
Luca Amberg em 2008

Luiz Carlos Coelho Amberg, conhecido como Luca Amberg (Lages, 13 de dezembro de 1957), é um cineasta brasileiro.

## Biografia
Na adolescência mudou-se com a família para Curitiba, onde completou o ensino médio e serviu o Exército. Em 1977 mudou-se para São Paulo, estudou artes cênicas  e fez teatro amador. Em  1982 foi morar no Rio de Janeiro, de onde partiu para os Estados Unidos em 1986.
Viveu 10 anos na Califórnia, estudou inglês e trabalhou como garçom e depois como guia turístico em Hollywood. No outono de 1987 ingressou no El Camino College em Torrance, CA, para depois se tornar bacharel em cinema e televisão na University of Southern California, onde realizou vários curtas-metragens como exercício acadêmico.
Voltou ao Brasil em 1996, estabelecendo-se em São Paulo; iniciou carreira como professor de roteiro para cinema na FAAP e em seguida fundou a Amberg Filmes.  Em 1998 realizou seu primeiro longa-metragem, "Caminho dos Sonhos", inspirado no conto "Um Sonho no Caroço do Abacate", de Moacyr Scliar. Este filme revelou ao cinema brasileiro Caio Blat, Mariana Ximenes e Taís Araújo; foi lançado em 1999 pela United International Pictures> Também participou de vários festivais, como Gramado, Trieste, Festival do Cinema Brasileiro de Miami, Festival do Cinema Judaico, Mar del Plata e outros.
Em 2001 mudou-se para Curitiba e ajudou a fundar o Sindicato da Indústria Audiovisual do Paraná, onde foi presidente na primeira gestão. Em 2003 rodou o curta Reisele em 35mm. Em 2004 mudou-se para Londrina e rodou seu segundo longa, Heróis da Liberdade, em super 16mm.
Em 2006 recebeu o Premis Tirant de melhor curta-metragem 35mm com o filme Reisele em Valencia na Espanha. Um ano depois finalizou, em formato HD digital, Heróis da Liberdade, uma sátira sobre a política tupiniquim, exibido na 31° Mostra Internacional de Cinema de São Paulo.
Em 2008 rodou Meninos de Kichute, inspirado no livro homônimo do escritor e comediante Márcio Américo; o filme é estrelado por Werner Schunemann, Vivianne Pasmanter, Arlete Salles, Paulo César Pereio e o jovem estreante Lucas Alexandre. Meninos de Kichute ganhou o "Prêmio Juri Popular" de Melhor Filme Brasileiro na 34° Mostra Internacional de Cinema de São Paulo em novembro de 2010 e firmou parceria com Matteo Levi da Europa Filmes para lançar o filme no circuito exibidor.

## Filmografia
- 2010 Meninos de Kichute, inspirado no livro homônimo do escritor Márcio Américo
- 2008 Heróis da Liberdade, inspirado no livro homônimo do escritor Ernani Buchmann.
- 2006 Reisele (curta metragem), inspirado no conto Rosinha da Galícia, de Samuel Reibcheid.
- 1999 Um Sonho no Caroço do Abacate, lançado como Caminho dos Sonhos, inspirado no livro homônimo do escritor Moacyr Scliar.
- 1993 Forever Yours, paródia de um casamento.